# Superparamagnetisme

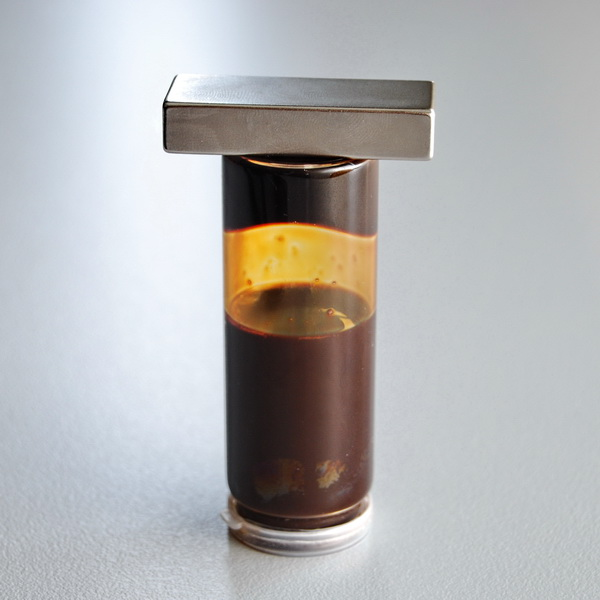
Líquid superparamagnètic; Nanopartícules d'òxid de ferro en suspensió aquosa per al seu ús en teràpia termotumoral

El superparamagnetisme és una forma de magnetisme que apareix en petites nanopartícules ferromagnètiques o ferrimagnètiques. En nanopartícules prou petites, la magnetització pot canviar de direcció aleatòriament sota la influència de la temperatura. El temps típic entre dos voltes s'anomena temps de relaxació Néel. En absència d'un camp magnètic extern, quan el temps utilitzat per mesurar la magnetització de les nanopartícules és molt més llarg que el temps de relaxació de Néel, la seva magnetització sembla ser de mitjana zero; es diu que es troben en estat superparamagnètic. En aquest estat, un camp magnètic extern és capaç de magnetitzar les nanopartícules, de manera similar a un paraimant. Tanmateix, la seva susceptibilitat magnètica és molt més gran que la dels paraimants.
El superparamagnetisme es produeix en nanopartícules d'un sol domini, és a dir, compostes per un sol domini magnètic. Això és possible quan el seu diàmetre és inferior a 3-50 nm, segons els materials. En aquesta condició, es considera que la magnetització de les nanopartícules és un únic moment magnètic gegant, suma de tots els moments magnètics individuals transportats pels àtoms de la nanopartícula. Els del camp del superparamagnetisme anomenen a això "aproximació de macro-spin".
A causa de l'anisotropia magnètica de la nanopartícula, el moment magnètic sol tenir només dues orientacions estables antiparal·leles entre si, separades per una barrera energètica. Les orientacions estables defineixen l'anomenat "eix fàcil" de la nanopartícula. A temperatura finita, hi ha una probabilitat finita que la magnetització giri i inverteixi la seva direcció. El temps mitjà entre dos voltes s'anomena temps de relaxació de Néel {\displaystyle \tau _{\text{N}}} i ve donada per la següent equació de Néel-Arrhenius:
{\displaystyle \tau _{\text{N}}=\tau _{0}\exp \left({\frac {KV}{k_{\text{B}}T}}\right)}
on:
- {\displaystyle \tau _{\text{N}}} és, per tant, el temps mitjà que triga a que la magnetització de la nanopartícula s'inverteixi aleatòriament com a resultat de les fluctuacions tèrmiques.
- {\displaystyle \tau _{0}} és un període, característic del material, anomenat temps d' intent o període d'intent (el seu recíproc s'anomena freqüència d'intent); el seu valor típic està entre 10 −9 i 10 −10 segons.
- K és la densitat d'energia d'anisotropia magnètica de la nanopartícula i V el seu volum. Per tant, KV és la barrera energètica associada a la magnetització que es mou des de la seva direcció inicial de l'eix fàcil, a través d'un "pla dur", a l'altra direcció de l'eix fàcil.
- k B és la constant de Boltzmann.
- T és la temperatura.

Existeixen moltes apicacions biomèdiques:
- Imatge: agents de contrast en ressonància magnètica (MRI).
- Separació magnètica: separació de cèl·lules, DNA, proteïnes, pesca d'ARN.
- Tractaments: lliurament dirigit de fàrmacs, hipertèrmia magnètica, magnetofecció.